# Protestant Cay
Protestant Cay je trokutasti otočić u luci Christiansted, 200 metara sjeverno od Christiansteda. Na otoku se nalazi odmaralište, Hotel on the Cay, u kojem se nalazi zaštićena pješčana plaža, mali dućan i bar na plaži. Također ima najbližu plažu centru Christiansteda. Jednim od trajekata, koji voze od 7 do 12 sati svakih deset minuta, treba oko dvije minute preko kanala. Vožnja je besplatna nakon 16 sati, a za goste Hotela na Keju. Da bi ušli na trajekt, putnici moraju stajati u blizini rive ispred hotela King Christian i mahati dežurnom kapetanu broda.

## Povijest
Lokalna legenda kaže da je otok dobio ime jer su katolički francuski vladari kasnih 1600-ih htjeli da svi pripadnici nekatoličke vjere budu odvojeni i pokopani na otočiću u pučini. Kako su na Saint Croixu bili dopušteni ukopi samo katolicima, na Protestant Cayu su pokapani ljudi drugih vjera.

## Ugrožene vrste
Endemski gušter Pholidoscelis polops nekoć je lutao Saint Croixom i svim obližnjim otocima i otočićima, ali sada se nalazi samo na Protestant Cayu i Green Caysima u blizini sjeverne obale Saint Croixa.

## Vanjske poveznice
|  | Zajednički poslužitelj ima još gradiva o temi Protestant Cay |